# Youssef Ettorabi
Youssef Ettorabi est un footballeur international marocain né le 18 avril 1989 à Laâyoune. Il évolue au poste de défenseur.

## Biographie
À l'instar de la quasi-totalité des jeunes de sa génération, il commence à jouer au football dans les quartiers de Benguérir où il passe une bonne partie de son enfance. A Casablanca, où sa famille s'installe par la suite, le jeune Youssef s'accroche davantage à son rêve et décide de faire une carrière dans le domaine du football.
À 16 ans, Youssef se présente à la 3e édition de l'émission de télé-réalité « d'Al Qadam Addahabi ». Une occasion en or pour Ettorabi qui arrive à attirer l'attention des membres du jury, notamment Aziz Bouderbala et Salaheddine Bassir.
Juste après son passage à ce programme télévisé, la vie de Youssef Ettorabi est complètement chamboulée. Il signe en effet avec le Wydad de Casablanca.
Surnommé « le Ramos marocain » par le public du WAC, Ettorabi dispute son premier match contre l'Olympique de Safi. C'est l'Argentin Oscar Fullone qui est à l'époque à la tête du staff technique des Rouges. Certes, il ne joue que quelques minutes, mais c'est suffisant pour que le jeune Ettorabi fasse sensation.
Les matches se succèdent et le natif de Laâyoune commence petit à petit à s'imposer. Il côtoie les vedettes du championnat, joue contre de grands clubs ... Bref, on commence à entendre parler d'un jeune joueur talentueux qui s'appelle Youssef Ettorabi. C'est ainsi que Jawad Milani, l'ex-entraîneur de l'équipe nationale junior, fait appel à lui.
L'ancien sélectionneur national Roger Lemerre est lui aussi convaincu par le talent du sociétaire du Wydad. C'est pourquoi il l'ajoute à la liste des Lions de l'Atlas qui disputent un match amical contre le Sultanat d'Oman.
Par la suite, Youssef Ettorabi devient capitaine de la sélection olympique du Maroc, entraînée par Pim Verbeek.

## Carrière
- 2007-2010 :  Wydad Casablanca
- 2010-2011 :  FAR Rabat
- 2011-2013 :  Kénitra AC
- 2013-2014 :  Olympique de Safi
- 2014-2016 :  Kénitra AC
- 2016-2018 :  RS Berkane
- 2018-2019 :  FUS Rabat
- 2019- :  MA Tétouan

## Sélection en équipe nationale
| Caps | Date       | Match        | Lieu    | Score | Compétition |
| ---- | ---------- | ------------ | ------- | ----- | ----------- |
| 1    | 06/09/2008 | Oman - Maroc | Mascate | 0 - 0 | Amical      |

## Palmarès
- 1 sélection en équipe du Maroc lors de l'année 2008
- Champion du Maroc en 2010 avec le Wydad de Casablanca
- Finaliste de la Ligue des champions arabes en 2008 et 2009 avec le Wydad de Casablanca